# Oglasa
Oglasa is een geslacht van vlinders van de familie spinneruilen (Erebidae).

## Soorten
- O. aldabrana (Fryer, 1912)
- O. annulisigna Hampson, 1926
- O. ansorgei (Bethune-Baker, 1913)
- O. apicalis Leech, 1900
- O. arcuata (Fabricius, 1787)
- O. aroa Bethune-Baker, 1908
- O. atristipata Hampson, 1926
- O. aulota Hampson, 1926
- O. auximena Viette, 1958
- O. bergeri Viette, 1987
- O. bifidalis Leech
- O. bisignata Hampson, 1907
- O. calimanii Berio, 1939
- O. captata Butler, 1889
- O. clearchus Fawcett, 1916
- O. closteroides Walker, 1865
- O. collenettei Prout
- O. confluens Hampson, 1926
- O. connectens Hampson, 1926
- O. consanguis Leech, 1900
- O. contigua Wileman & West, 1929
- O. cornuta Hampson, 1902
- O. costimaculata Wileman, 1915
- O. costiplaga Draudt, 1950
- O. costisignata Hampson, 1926
- O. chavenei Viette, 1965
- O. defixa Walker, 1862
- O. dia Viette, 1972
- O. diagonalis Hampson, 1926
- O. diasticta Hampson, 1926
- O. dufayi Viette, 1976
- O. ecclipsis Holland, 1894
- O. fulviceps Hampson, 1894
- O. fusciterminata Hampson, 1897
- O. griselda Hampson, 1926
- O. holophaea Hampson, 1926
- O. hollandi Gaede, 1939
- O. hypenoides Moore, 1881

- O. iselaea Viette, 1958
- O. junctisigna Hampson, 1926
- O. lagusalis Walker, 1858
- O. maculosa Walker, 1864
- O. malagasy Viette, 1965
- O. mediopallens Wileman & South, 1917
- O. microsema Hampson, 1926
- O. nana (Walker, 1869)
- O. niloticus Wiltshire, 1977
- O. obliquilinea Hampson, 1923
- O. ochreobrunneata Viette, 1956
- O. ochreovenata Bethune-Baker, 1906
- O. pachycnemis Hampson, 1926
- O. parallela Hampson, 1926
- O. phaeonephele Hampson, 1926
- O. plagiata Gaede, 1939
- O. prionosticha Turner, 1944
- O. purpureotincta Hampson, 1895
- O. renilinea Gaede, 1939
- O. retracta Hampson, 1907
- O. rufimedia Hampson, 1926
- O. rufoaurantia Rothschild, 1915
- O. separata Walker, 1865
- O. sordida Wileman, 1915
- O. stygiana Galsworthy, 1997
- O. tamsi Gaede, 1939
- O. tessellata Hampson, 1926
- O. trigona Hampson, 1891
- O. trimacula (Saalmüller, 1891)
- O. umbrosa Wileman, 1916
- O. xanthorhabda Prout, 1926